# Zapadni marksizam
Zapadni marksizam je termin koji koristi da označi teoretičare unutar marksističke tradicije smeštene u Zapadnoj i Centralnoj Evropi,koji su se suprotstavljali filozofskim i političkim tumačenjima marksizma u SSSR-u.
Za dela koja se uzimaju kao početak Zapadnog Marksizma obično se navode istorija i klasna svest, Đerđ Lukača i Marksizam i filozofija, Karl Kroša, prvi put objavljene u 1923. Termin zapadni marksizam skovao je Moris Merlo-Ponti.
Antonio Gramši takođe ima veliki uticaj iako njegova dela nisu prevedena do pedestetih godina. Zapadni Marksizam je obično(ali ne iskuljučivo) bio tradicija akademaca, filozofa, sociologa, politikologa, književnih kritičara itd.

## Literatura
- Merleau-Ponty, Maurice (1973). Adventures of the Dialectic. Evanston, Illinois: Northwestern University Press. стр. 30–59. ISBN 978-0-8101-0404-4.

- Perry Anderson, Considerations on Western Marxism. London: New Left Books, 1976.
- Fetscher, Iring, Marx and Marxism. New York: Herder and Herder, 1971.
- Grahl, Bart, and Paul Piccone, eds. Towards a New Marxism. St. Louis: Telos Press, 1973.
- Howard, Dick, and Karl E. Klare, eds. The Unknown Dimension: European Marxism Since Lenin. New York: Basic Books, 1972.
- Jay, Martin, Marxism and Totality: The Adventures of a Concept from Lukacs to Habermas. Berkeley: University of California Press, 1984.
- Korsch, Karl. Marxism and Philosophy. New York: Monthly Review Press, 1970.
- Lukacs, Georg. History and Class Consciousness: Studies in Marxist Dialectics. London: Merlin, 1971.
- McInnes, Neil. The Western Marxists. New York: Library Press, 1972.
- Merleau-Ponty, Maurice. Adventures of the Dialectic. Evanston, IL: Northwestern University Press, 1973.
- Van der Linden, Marcel. Western Marxism and the Soviet Union. Leiden: Brill, 2007.

## Spoljašnje veze
- Douglas Kellner, "Western Marxism"